# Unst
Unst – wyspa na Morzu Północnym, w archipelagu Szetlandów, najbardziej na północ wysunięta zamieszkana wyspa Wielkiej Brytanii. Populacja w 2011 roku wynosiła 632 osoby.
Wyspa ma powierzchnię około 120 km². Najwyższy szczyt na wyspie, Saxa Vord, wznosi się na wysokość 285 m n.p.m.
Połączenie z sąsiednimi wyspami Yell i Fetlar zapewniają przeprawy promowe.
Na wyspie znajdują się ruiny XVI-wiecznego zamku Muness Castle oraz wojskowa stacja radarowa RAF Saxa Vord (zamknięta w 2006, reaktywowana w 2018).

## Populacja
W 2011 roku wyspa liczyła 632 mieszkańców. W szczytowym okresie, w 1871 roku, liczba ludności wyniosła 2269. Od tego czasu stale się zmniejsza, choć w mniejszym tempie niż w przypadku wielu innych szkockich wysp.
Historyczna populacja wyspy w spisach powszechnych:
| 1931 | 1961 | 1971 | 1981 | 1991 | 2001 | 2011 |
| ---- | ---- | ---- | ---- | ---- | ---- | ---- |
| 1341 | 1151 | 1127 | 1140 | 1055 | 720  | 632  |

Gwałtowny spadek liczby ludności pomiędzy rokiem 1991 a 2001 i później jest związany z zamknięciem bazy RAF Saxa Vord.

### Miejscowości
Na wyspie znajdują się następujące miejscowości:
- Baltasound
- Belmont
- Brookpoint
- Buness
- Burrafirth
- Burragarth
- Clibberswick
- Clivocast
- Gutcher
- Hamarsness
- Haroldswick
- Kirkaby
- Mid Yell
- Skaw
- Snabrough
- Snarravoe
- Uyeasound